# Lacépède
Se procura o naturalista homónimo, veja Bernard Germain Lacépède.
Lacépède é uma comuna francesa na região administrativa da Nova Aquitânia, no departamento Lot-et-Garonne. Estende-se por uma área de 11,46 km². Em 2010 a comuna tinha 324 habitantes (densidade: 28,3 hab./km²).